# Acacia constricta
Acacia constricta é uma espécie de leguminosa do gênero Acacia, pertencente à família Fabaceae.